# Bitovo
Bitovo (makedonska: Битово) är en ort i Nordmakedonien. Den ligger i kommunen Makedonski Brod, i den västra delen av landet, 40 kilometer sydväst om huvudstaden Skopje. Bitovo ligger 1 168 meter över havet och antalet invånare är 216.